# Liste der Landschaftsschutzgebiete im Landkreis Ravensburg
Im Landkreis Ravensburg gibt es 51 Landschaftsschutzgebiete. Nach der Schutzgebietsstatistik der Landesanstalt für Umwelt, Messungen und Naturschutz Baden-Württemberg (LUBW) stehen 31.036,45 Hektar der Landkreisfläche unter Landschaftsschutz, das sind 19,02 Prozent.

## Aktuelle Landschaftsschutzgebiete
| Name                                            | Bild | Kennung                  | Einzelheiten | Position | Fläche Hektar | Datum                           |
| ----------------------------------------------- | ---- | ------------------------ | --- | -------- | ------------- | ------------------------------- |
| Steeger See                                     | BW   | 4.36.001 WDPA: 324787    | Aulendorf Ein typischer oberschwäbischer See, in langsamer, ungestörter Verlandung begriffen. | ⊙        | 12,0          | 8. Apr. 1969                    |
| Rißquelle                                       | BW   | 4.36.002 WDPA: 323903    | Bad Waldsee Riedgebiet zwischen zwei würmeiszeitlichen Eisrandlagen. | ⊙        | 20,0          | 22. Feb. 1969                   |
| Stockweiher                                     | BW   | 4.36.003 WDPA: 324864    | Wolfegg Mäßig genutzte Wirtschaftswiesen, Streuwiesen und ausgedehnte Bestände von Schwimmblattgesellschaften. | ⊙        | 74,0          | 17. Feb. 1969                   |
| Sennwiesen                                      | BW   | 4.36.008 WDPA: 324543    | Weingarten | ⊙        | 18,0          | 24. Okt. 1967                   |
| Schmalegger und Rinkenburger Tobel              |      | 4.36.009 WDPA: 324220    | Berg, Ravensburg, Horgenzell Gleichnamiges Naturschutzgebiet, naturnahes Tobelsystem von europäischer Bedeutung mit naturnahen Schlucht- und Hangmischwäldern, Kalktuffquellen und einem Netz naturnaher Fließgewässer. | ⊙        | 1.153,0       | 21. Nov. 1966                   |
| Pfrunger Ried – Rinkenburg                      |      | 4.36.010 WDPA: 323671    | Wilhelmsdorf Eiszeitliches Zungenbecken mit Mooren. | ⊙        | 1.091,0       | 23. Okt. 1967                   |
| Osterholzweiher                                 | BW   | 4.36.011 WDPA: 323569    | Bad Waldsee | ⊙        | 11,0          | 21. Feb. 1969                   |
| Gaishauser Ried                                 | BW   | 4.36.012 WDPA: 320945    | Bergatreute, Wolfegg | ⊙        | 109,0         | 4. März 1969                    |
| Sattel                                          | BW   | 4.36.013 WDPA: 390356    | Wangen im Allgäu | ⊙        | 0,6           | 28. Jan. 1956                   |
| Grabener Höhe                                   |      | 4.36.014 WDPA: 321138    | Bad Waldsee | ⊙        | 21,0          | 1. Okt. 1969                    |
| Laurental und Rößlerweiher                      | BW   | 4.36.015 WDPA: 322545    | Baienfurt, Ravensburg, Schlier, Weingarten | ⊙        | 662,0         | 20. Nov. 1969                   |
| Rotachtobel und Zußdorfer Wald                  | BW   | 4.36.016 WDPA: 323965    | Wilhelmsdorf, Horgenzell | ⊙        | 1.903,0       | 21. Apr. 1970                   |
| Metzisweiler Weiher                             | BW   | 4.36.017 WDPA: 390217    | Bad Wurzach | ⊙        | 37,9          | 1. Juli 1937                    |
| Argensee                                        |      | 4.36.019 WDPA: 319660    | Kißlegg, Leutkirch im Allgäu | ⊙        | 40,0          | 7. Sep. 1954                    |
| Butzenmühltobel                                 | BW   | 4.36.020 WDPA: 320237    | Bad Wurzach | ⊙        | 52,0          | 20. Juli 1955                   |
| Wachbühl                                        |      | 4.36.021 WDPA: 325476    | Bad Wurzach | ⊙        | 2,0           | 20. Juli 1955                   |
| Moor- und Hügelland südlich Wangen im Allgäu    | BW   | 4.36.023 WDPA: 32072     | Achberg, Wangen im Allgäu | ⊙        | 1.520,7       | 7. Mai 2013                     |
| Badsee                                          |      | 4.36.025 WDPA: 319751    | Isny im Allgäu, Leutkirch im Allgäu, Argenbühl Gleichnamiges Naturschutzgebiet, See mit angrenzendem Verlandungsmoor; typisches Beispiel einer Verlandungssukzession, mit charakteristischer Zonierung von der Schwimmblattzone bis zum Hochmoor | ⊙        | 1.069,0       | 1. Apr. 1981                    |
| Rötsee                                          |      | 4.36.026 WDPA: 323990    | Kißlegg, Leutkirch im Allgäu | ⊙        | 1.289,0       | 26. Feb. 1979                   |
| Rotenbacher Weg - Achufer                       | BW   | 4.36.030 WDPA: 323972    | Isny im Allgäu | ⊙        | 5,7           | 23. März 1981                   |
| Arrisrieder Moos                                |      | 4.36.031 WDPA: 319668    | Kißlegg Gleichnamiges Naturschutzgebiet, Hochmoorrest von beachtlicher Größe und umgebende verschiedenartige Moorbiotope | ⊙        | 189,0         | 30. Jan. 1979                   |
| Blauer See                                      | BW   | 4.36.033 WDPA: 319971    | Wangen im Allgäu | ⊙        | 22,0          | 10. Apr. 1963                   |
| Mittelsee und Oberer See                        | BW   | 4.36.034 WDPA: 322982    | Wangen im Allgäu | ⊙        | 20,0          | 10. Apr. 1963                   |
| Hammerweiher mit Buch                           |      | 4.36.036 WDPA: 32072     | Wangen im Allgäu | ⊙        | 104,0         | 10. Apr. 1963                   |
| Höhe 652,4 südwestlich von Boms                 | BW   | 4.36.042 WDPA: 321686    | Boms | ⊙        | 2,0           | 25. Sep. 1940                   |
| Haldenmoos                                      | BW   | 4.36.043 WDPA: 321332    | Boms | ⊙        | 12,0          | 25. Sep. 1940                   |
| Ehemalige Burg bei Hirschegg                    | BW   | 4.36.044 WDPA: 320514    | Eichstegen | ⊙        | 1,0           | 25. Sep. 1940                   |
| Hartweiher                                      | BW   | 4.36.046 WDPA: 321401    | Altshausen | ⊙        | 7,0           | 25. Sep. 1940                   |
| Teich östlich Geigelbach                        | BW   | 4.36.049 WDPA: 325115    | Ebersbach-Musbach | ⊙        | 1,0           | 25. Sep. 1940                   |
| Altshausen-Laubbach-Fleischwangen               |      | 4.36.050 WDPA: 319566    | Altshausen, Boms, Ebenweiler, Eichstegen | ⊙        | 6.357,0       | 13. Sep. 1963 bis 15. März 2022 |
| Altshausen-Fleischwangen-Königsegg              |      | 4.36.050                 | Altshausen, Boms, Ebenweiler, Eichstegen, Fleischwangen, Fronreute, Guggenhausen, Hoßkirch, Königseggwald, Riedhausen, Unterwaldhausen und Wilhelmsdorf | ⊙        | 5.188,7       | 15. März 2022                   |
| Achberg                                         |      | 4.36.051 WDPA: 319430    | Achberg Argentalnordhang mit weiterer Umgebung | ⊙        | 279,0         | 24. Mai 1966                    |
| Hotterloch                                      | BW   | 4.36.052 WDPA: 321777    | Ravensburg | ⊙        | 65,0          | 4. März 1968                    |
| Laubbronner Ried                                | BW   | 4.36.053 WDPA: 322531    | Aulendorf | ⊙        | 45,0          | 15. Nov. 1968                   |
| Steinacher Ried                                 | BW   | 4.36.054 WDPA: 324798    | Aulendorf, Bad Waldsee | ⊙        | 515,0         | 9. Feb. 1970                    |
| Unterlauf der Schwarzach (Grenzbach)            | BW   | 4.36.056 WDPA: 325361    | Ravensburg | ⊙        | 54,0          | 17. Mai 1968                    |
| Lengenweiler See                                |      | 4.36.057 WDPA: 322570    | Wilhelmsdorf | ⊙        | 8,0           | 10. Aug. 1968                   |
| Flattbach                                       | BW   | 4.36.058 WDPA: 320825    | Ravensburg | ⊙        | 9,0           | 21. März 1974                   |
| Siechenmoos                                     | BW   | 4.36.059 WDPA: 324558    | Schlier | ⊙        | 40,0          | 18. Dez. 1974                   |
| Bundwiesen - Holzwank                           | BW   | 4.36.062 WDPA: 320180    | Kißlegg Erhaltung der mit dem NSG "Gründlenried-Rötseemoos" naturräumlich zusammenhängenden Grünzonen zur Verhinderung nachteiliger optischer und ökologischer Einflüsse auf das NSG. | ⊙        | 62,8          | 21. Apr. 1983                   |
| Uferbewuchs der Eschach                         | BW   | 4.36.063 WDPA: 325267    | Leutkirch im Allgäu | ⊙        | 4,0           | 27. Juli 1953                   |
| Ödung bei Zwirtenberg                           | BW   | 4.36.064 WDPA: 323451    | Eichstegen | ⊙        | 2,0           | 25. Sep. 1940                   |
| Karbachtal                                      |      | 4.36.065 WDPA: 322063    | Amtzell, Wangen im Allgäu Durch artenreiche Streu-, Nass- und Auewiesen mit teilweise reichen Märzenbecherbeständen geprägte Talaue. Quellmoore mit vielfältiger, voralpiner Pflanzenwelt. Karsee und seiner Verlandungszone sowie der im Verlauf und Bewuchs sehr naturnahe Karbach | ⊙        | 1.342,0       | 9. Apr. 1990                    |
| Achtobel                                        | BW   | 4.36.066 WDPA: 319436    | Aulendorf | ⊙        | 79,4          | 26. Nov. 1993                   |
| Bodenmöser                                      |      | 4.36.067 WDPA: 320002    | Isny im Allgäu, Argenbühl Gleichnamiges Naturschutzgebiet, voralpiner Moorkomplex mit großflächigen Hoch-, Zwischen- und Niedermooren. Insbesondere die Hochmoorflächen, Streu-, Feucht- und Naßwiesen sollen vor Intensivierung und Entwässerung geschützt und durch Pflege- und Unterhaltungsmaßnahmen in ihrer ökologischen Wertigkeit verbessert werden | ⊙        | 529,4         | 22. März 1990                   |
| Booser-Musbacher Ried                           | BW   | 4.36.068 WDPA: 320029    | Ebersbach-Musbach | ⊙        | 112,0         | 11. Jan. 1991                   |
| Herrgottsried                                   | BW   | 4.36.069 WDPA: 321574    | Bad Wurzach Erhaltung des mit dem gleichnamigen Naturschutzgebiet naturräumlich zusammenhängenden Grünlandgürtels | ⊙        | 88,0          | 17. Aug. 1992                   |
| Adelegg und zugehöriges tertiäres Hügelvorland  |      | 4.36.070 WDPA: 319441    | Isny im Allgäu, Leutkirch im Allgäu | ⊙        | 6.520,1       | 31. März 1994                   |
| Laubener Brunnen                                | BW   | 4.36.071 WDPA: 322532    | Aichstetten, Leutkirch im Allgäu Schutz, Erhaltung und Wiederherstellung von Grünlandflächen und Gewässerläufen, die das gleichnamige Naturschutzgebiet gegen schädliche Einwirkungen abpuffern | ⊙        | 40,0          | 16. März 1995                   |
| Jungmoränenlandschaft zwischen Amtzell und Vogt |      | 4.36.072 WDPA: 322020    | Amtzell, Bodnegg, Vogt, Waldburg Höhenzug des Inneren Jungendmoränenwalles, die nördlich angrenzende Zungenbeckenlandschaft „Waldburger Bucht“ und die südlich angrenzende Moränenlandschaft von Amtzell | ⊙        | 5.176,0       | 9. Feb. 2004                    |
| Knellesberger Moos                              |      | 4.36.073 WDPA: 322221    | Ravensburg Für das gleichnamige NSG notwendige Ergänzungsräume und Pufferzonen; typisches Landschaftsbild für den Übergang von der Allgäulandschaft zum Bodenseebecken; die Entwicklung eines Verbundes naturnaher Biotope wird angestrebt, wobei vor allem auf den landwirtschaftlich genutzten Flächen, durch Extensivierungs- und Renaturierungsmaßnahmen alte Formen der Landnutzung (insbesondere Streuobst-, Streu- und Riedwiesen) gepflegt und wiederbegründet werden sollen. | ⊙        | 9,0           | 29. Aug. 1996                   |
| Durchbruchstal der Wolfegger Ach                |      | 4.36.074 WDPA: 555595856 | Bergatreute, Wolfegg Vollkommen schön ausgebildete, fast kreisrunde Talschlinge mit abgeschnürtem Umlaufberg, herrlichen Talhängen und vertorfter Talsohle; flußgeschichtliche und geomorphologische Bedeutung. Spätwürmeiszeitlicher Argen- und Schussenlobus des Rheinvorlandgletschers; Durchbruchstal der Wolfegger Ach; einstige Achtalschleife. Charakteristisch ausgebildetes Tobeltal in der Molasse, das die Talbildung schön erkennen lässt.                                | ⊙        | 772,0         | 8. Apr. 2015                    |
| Legende für Landschaftsschutzgebiet             |      |                          | |          |               |                                 |

## Ehemalige Landschaftsschutzgebiete
| Name                                                                  | Bild | Kennung               | Einzelheiten                                                                                                   | Position | Fläche Hektar | Datum                          |
| --------------------------------------------------------------------- | ---- | --------------------- | --- | -------- | ------------- | ------------------------------ |
| Ehemalige Talschlinge der Wolfegger Ach zwischen Höll und Witschwende | BW   | 4.36.004 WDPA: 320517 | Bergatreute Ehemaliges Landschaftsschutzgebiet. Aufgegangen im LSG 4.36.074 "Durchbruchstal der Wolfegger Ach" | ⊙        | 134,0         | 1. Juli 1937 bis 8. Apr. 2015  |
| Durchbruchstal der Wolfegger Ach zwischen Wassers und Alttann         | BW   | 4.36.005 WDPA: 320479 | Wolfegg Ehemaliges Landschaftsschutzgebiet. Aufgegangen im LSG 4.36.074 "Durchbruchstal der Wolfegger Ach"     | ⊙        | 150,0         | 1. Juli 1937 bis 8. Apr. 2015  |
| Talabschnitt der Wolfegger Ach südlich von Bergatreute                | BW   | 4.36.006 WDPA: 325003 | Bergatreute Ehemaliges Landschaftsschutzgebiet. Aufgegangen im LSG 4.36.074 "Durchbruchstal der Wolfegger Ach" | ⊙        | 78,0          | 22. Aug. 1938 bis 8. Apr. 2015 |
| Legende für Landschaftsschutzgebiet                                   |      |                       | |          |               |                                |